# Ocultació

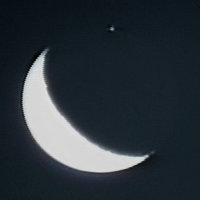
En aquest video filmat al juliol de 1997 s'aprecia com Aldebaran sorgeix del limb enfosquit de la Lluna després d'haver romàs ocult.

L'ocultació és un fenomen astronòmic que ocorre quan un objecte celeste és amagat per altre objecte celeste que passa entre aquest i l'observador. Comparat amb els trànsits astronòmics i els eclipsis, es diu que ocorre una ocultació quan l'objecte més proper sembla més gran i amaga completament l'objecte més distant. En canvi, la paraula trànsit es refereix als casos on l'objecte més proper sembla més petit en la seva grandària aparent que l'objecte més distant, com el trànsit de Mercuri o Venus per davant del disc solar. La paraula eclipsi generalment es refereix a aquests casos on un objecte es mou dintre de l'ombra d'un altre. Cadascun d'aquests tres esdeveniments és l'efecte visible d'una conjunció.
Cada vegada que ocorre una ocultació, també ocorre un eclipsi. Considera un «eclipsi» de Sol per la Lluna, vist des de la Terra. En aquest esdeveniment, la Lluna es mou físicament entre la Terra i el Sol, impedint veure una porció o tot el brillant disc solar. Encara que a aquest fenomen s'anomena normalment «eclipsi», aquest és un terme equivocat, perquè la Lluna no està eclipsant el Sol; en canvi la Lluna està ocultant el Sol. Quan la Lluna oculta el Sol, projecta una petita ombra en la superfície de la Terra i, per tant, l'ombra de la Lluna eclipsa parcialment la Terra. Així, l'anomenat «eclipsi solar» consisteix, de fet, en (i) una ocultació del Sol per la Lluna, vist des de la Terra, i (ii) un eclipsi parcial de la Terra per l'ombra de la Lluna.
En canvi, un «eclipsi» de la Lluna és de fet un eclipsi real: la Lluna es mou dintre de l'ombra projectada cap a l'espai per la Terra, i es diu que està eclipsada per l'ombra de la Terra. Vist des de la superfície de la Lluna, la Terra passa directament entre la Lluna i el Sol, d'aquesta manera bloquejant o ocultant el Sol vist des d'un observador hipotètic lunar. De nou, cada eclipsi suposa també una ocultació.

## Ocultacions lunars
El terme ocultació s'utilitza amb més freqüència per descriure les ocultacions lunars, aquestes ocasions relativament freqüents en què la Lluna passa davant d'una estrella durant el curs del seu moviment orbital al voltant de la Terra. Des de la Lluna, amb una velocitat angular respecte a les estrelles de 0,55 segons d'arc/s o 2,7 microradians/s, té un ambient molt prima i estrelles tenen un diàmetre angular de la majoria de 0,057 segons d'arc o 0,28 μrad, una estrella oculta per la Lluna desapareixerà o reapareixerà en 0,1 segons o menys a la vora o extremitat de la Lluna. Els esdeveniments que tenen lloc a la branca fosca de la Lluna són de particular interès per als observadors, perquè la manca d'enlluernament permet una observació i una sincronització més fàcils.
L'òrbita de la Lluna està lleugerament inclinada respecte a l'eclíptica (veure òrbita de la Lluna), el que significa que qualsevol estrella amb una latitud de l'eclíptica entre –6,6 i +6,6 graus pot quedar oculta per ella. Tres estrelles de primera magnitud apareixen bé dins d'aquesta banda: Regulus, Spica i Antares, el que significa que poden estar ocultes per la Lluna o els planetes. Les ocultacions d'Aldebaran són en aquesta època només possibles per la Lluna, perquè els planetes passen per Aldebaran al nord. Ni ocultacions planetàries ni lunars de Pollux són possibles actualment, no obstant això, fa diversos milers d'anys, eren possibles les ocultacions lunars. Alguns objectes de cel profund notablement propers, com les Plèiades, poden ser ocults per la Lluna.

Ocultació del planeta Saturn per la Lluna el 3 de novembre de 2001.

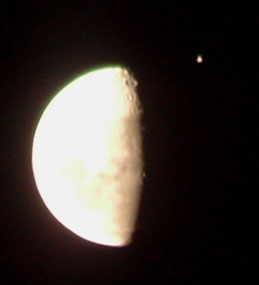
Júpiter (l'objecte brillant a la part superior dreta) uns minuts abans de ser ocultat per la Lluna el 16 de juny de 2005.

A uns quants quilòmetres de la vora del camí predit d'una ocultació, conegut com el límit nord o sud, un observador pot veure que l'estrella desapareix i reapareix intermitentment a mesura que la branca irregular de la Lluna es mou més enllà de l'estrella, creant el que es coneix com un pasturatge ocultació lunar. Des d'un punt de vista observacional i científic, aquests "raspadures" són les més dinàmiques i interessants de les ocultacions lunars.
El cronometratge exacte de les ocultacions lunars es realitza amb regularitat per astrònoms (principalment aficionats). Les ocultacions lunars cronometrades amb una precisió d'unes poques dècimes de segon tenen diversos usos científics, particularment per refinar el nostre coneixement de la topografia lunar. L'anàlisi fotoelèctrica de les ocultacions lunars també ha descobert que algunes estrelles són binàries visuals o espectroscòpiques molt properes. Alguns diàmetres angulars d'estrelles s'han mesurat cronometrant les ocultacions lunars, cosa que és útil per determinar les temperatures efectives. Els primers radioastrònoms van trobar que les ocultacions de les fonts de ràdio de la Lluna eren valuoses per determinar-ne les posicions exactes, perquè la longitud d'ona llarga de les ones de ràdio limitava la resolució disponible a través de l'observació directa. Això va ser crucial per a la identificació inequívoca de la font de ràdio 3C 273 amb el quàsar òptic i el seu raig, i un prerequisit fonamental per al descobriment de Maarten Schmidt de la naturalesa cosmològica dels quàsars.
Diverses vegades durant l'any es pot veure la Lluna ocultant un planeta.[4] Atès que els planetes, a diferència de les estrelles, tenen grandàries angulars significatives, les ocultacions lunars dels planetes crearan una zona estreta a la Terra a partir de la qual es produirà una ocultació parcial del planeta. Un observador ubicat dins aquesta zona estreta podria observar el disc del planeta parcialment bloquejat per la Lluna que es mou lentament. El mateix mecanisme es pot veure amb el Sol, on els observadors a la Terra ho veuran com un eclipsi solar. Per tant, un eclipsi solar total és essencialment la Lluna ocultant al Sol.

## Ocultació per planetes

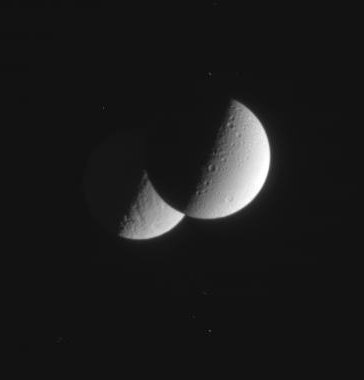
Una ocultació en pasturatge de Rea per Dione dues llunes de Saturn, fotografiades per Cassini-Huygens

Les estrelles també poden estar ocultes per planetas. Les ocultacions d'estrelles brillants són rares. En 1959, Venus va ocultar a Regulus, i la propera ocultació d'una estrella brillant (també Regulus per Venus (planeta)|Venus]) serà el 2044. Els anells d'Urà es van descobrir per primera vegada quan aquest planeta va ocultar una estrella el 1977. El 3 de juliol de 1989, Saturn va passar davant l'estrella 28 Sagittarii de cinquena magnitud. Plutó va ocultar estrelles en 1988, 2002 i 2006, la qual cosa va permetre estudiar la seva tènue atmosfera a través del sondeig atmosfèric d'extremitats .
En casos rars, un planeta pot passar davant d'un altre. Si el planeta més proper sembla més gran que el més distant , l'esdeveniment s'anomena ocultació planetària mútua. L'última ocultació o trànsit va ocórrer el 3 de gener de 1818 i la propera ocorrerà el 22 de novembre de 2065, en ambdós casos involucrant als mateixos dos planetes: Venus i Júpiter.
Júpiter poques vegades oculta a Saturn . Aquest és un dels esdeveniments més rars coneguts. amb la propera ocurrència el 10 de febrer de 7541. Aquest esdeveniment és visible a tot el món ja que el duo es col·locaria gairebé en oposició al sol, en la línia fronterera entre les constel·lacions d'Orió i Taurus. En algunes àrees, aquesta ocultació no es pot veure, però quan es veu a través de telescopis petits, tots dos gegants gasosos semblen estar a la mateixa part de la vista a través de l'ocular. L'últim va passar el 6857 aC.

## Ocultacions per cossos més petits
Un altre conjunt d'ocultacions són aquelles quan un petit cos del Sistema Solar o un planeta nan passa davant d'una estrella, bloquejant temporalment la seva llum com es veu des de la Terra. Diversos esdeveniments ocorren gairebé cada dia a tot el món. Des de qualsevol lloc en particular, aquests esdeveniments ocorren gairebé cada nit, encara que la majoria requereix un telescopi per poder veure'ls. Professionals i aficionats arreu del món col·laboren a través d'Internet per intercanviar les seves observacions per a una anàlisi conjunta. Aquestes ocultacions són útils per mesurar la mida i la posició del cos amb molta més precisió del que es pot fer per altres mitjans. Fins i tot es pot determinar un perfil transversal de la forma d'un cos si diversos observadors a diferents ubicacions properes observen l'ocultació. S'han utilitzat ocultacions per calcular el diàmetre d'objectes transneptunians com 2002 TX 300 Ixion i Varuna.
A més, poden ocórrer esdeveniments d'ocultació mútua i eclipsis entre un primari i el seu satèl·lit. S'ha descobert un gran nombre de vidres analitzant les corbes de llum fotomètrica de cossos petits i detectant una segona variació de brillantor superposada, a partir de la qual un període orbital per al satèl·lit (secundari) i una relació de diàmetre secundari a primari (per a el sistema binari) sovint se'n poden derivar.

### Asteroides
- El 29 de maig de 1983, 2 Pallas va ocultar a simple vista la brillant estrella binària espectroscòpica 1 Vulpeculae al llarg d'una trajectòria al llarg del sud dels Estats Units, el nord de Mèxic i el nord del Carib . Les observacions de 130 ubicacions diferents van definir la forma d'aproximadament dos terços de l'asteroide i van detectar la companya secundària de l'estrella binària brillant; aquestes observacions, juntament amb les d'una ocultació separada per Pallas el 1979, van proporcionar una xifra completa de l'asteroide vuit anys abans que qualsevol asteroide fos visitat per una nau espacial (la molt més petita Gaspra per Galileu l'octubre del 1991).[11]
- El 12 de març de 2009, nou asteroides ( 85 Io, 247 Eukrate, 1585 Union , 201 Penélope , 70 Panopaea , 980 Anacostia , 2448 Sholokhov, 1746 van ocultar estrelles de notable magnitud, vistes des de llocs determinats de la Terra.
- Segons els resultats d'ocultació d'asteroides europeus de 1998 d'Euraster, més de 38 observatoris en una ocultació van observar 39 laètites el 3 de març de 1998, cosa que va resultar en la determinació de molts acords.[12] L'estrella Regulus va ser ocultada per l'asteroide 163 Erigone la matinada del 20 de març de 2014.[13] Aquesta va ser l'ocultació més brillant d'un asteroide mai predita sobre una àrea poblada. Quan l'asteroide del cinturó principal passava davant de l'estrella, la seva ombra de 100 km s'estenia pels comtats de Nasau i Suffolk, tota la ciutat de Nova York i la vall del riu Hudson, amb el centre del camí de ombra seguint una línia que connecta aproximadament la ciutat de Nova York, White Plains, Newburgh, Oneonta, Rome i Pulaski abans de creuar al Canadà prop de Belleville i North Bay, Ontario.[13][14] El mal temps va enfosquir l'ocultació.[15]

### Objectes distants
- Els resultats preliminars d'una ocultació del 6 de novembre de 2010 pel planeta nan Eris d'una estrella de magnitud 17[b] a la constel·lació de Cetus van col·locar un límit superior al diàmetre de Eris de 2320 km, per la qual cosa gairebé té la mateixa mida que Plutó.[1] A causa del seu moviment més lent a través del cel nocturn, les ocultacions dels TNO són molt menys comunes que les dels asteroides el cinturó principal.
- El planeta nan Haumea va ser observat en un trànsit estel·lar el 21 de gener de 2017, identificant un anell.[16]
- El 3 de juny de 2017, l'objecte 486958 Arrokoth del cinturó de Kuiper va ocultar una estrella , la primera oculta d'aquest tipus detectada.[5] La campanya multifacètica va involucrar la cooperació del govern argentí (inclosos els governs locals: una carretera principal es va tancar durant dues hores i els llums del carrer es van apagar per evitar la contaminació lumínica), tres naus espacials, 24 terrestres portàtils. telescopis i l'observatori aerotransportat SOFIA de la NASA en "l'ocultació estel·lar més desafiant en la història de l'astronomia", en un esforç de sis mesos.[17]

## Ocultacions artificials
El Big Occulting Steerable Satellite (BOSS) va ser un satèl·lit proposat que funcionaria juntament amb un telescopi per detectar planetes al voltant d'estrelles distants. El satèl·lit consta d'un full gran i lleuger, i un conjunt de propulsors de maniobra i sistemes de navegació. Maniobraria fins a una posició al llarg de la línia de visió entre el telescopi i una estrella propera. D'aquesta manera, el satèl·lit bloquejaria la radiació de l'estrella, cosa que permetria observar els planetes en òrbita.
El satèl·lit proposat tindria una dimensió de 70 per 70 metres, una massa d'uns 600 kg i maniobraria mitjançant un motor d'impulsió d'ions en combinació amb l'ús de l'escota com a vela lleugera. Ubicat a una distància de 100.000 km del telescopi, bloquejaria més del 99,998% de la llum de les estrelles.
Hi ha dues configuracions d'aquest satèl·lit possibles. El primer funcionaria amb un telescopi espacial, probablement ubicat prop del punt lagrangià L2 de la Terra. El segon col·locaria el satèl·lit en una òrbita molt el·líptica al voltant de la Terra i funcionaria juntament amb un telescopi terrestre. A l'apogeu de l'òrbita, el satèl·lit romandria relativament estacionari respecte al sòl, cosa que permetria temps d'exposició més prolongats.
Una versió actualitzada d'aquest disseny s'anomena Starshade , que utilitza un disc coronògraf en forma de girasol. També es va fer una proposta comparable per a un satèl·lit per ocultar fonts de raigs X brillants, anomenat satèl·lit orientable d'ocultació de raigs X o XOSS.